# Anna Martínez Benayas
Anna Martínez Benayas (Barcelona, 13 de setembre de 1984) és una portera d'hoquei sobre patins en línia catalana.
Es formà al Club Patí Castellbisbal i posteriorment jugà al Club Patí Sant Andreu. Amb el club barceloní guanyà tres Campionats de Catalunya (2004, 2005, 2006) i dos Campionats d'Espanya (2005, 2006). Internacional amb la selecció espanyola d'hoquei sobre patins en línia, participà al Campionat del Món de 2005 i, amb la selecció catalana, competí en dos World Cup (2004, 2005).